# 西安事件

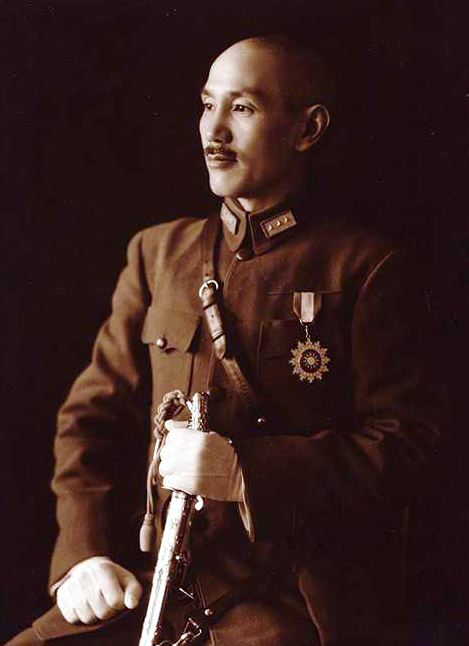
拉致監禁された蔣介石軍事委員長

西安事件（せいあんじけん）は、1936年（民国25年）12月12日に中華民国陝西省長安県（現：西安市）で起きた、張学良・楊虎城らによって蔣介石国民政府軍事委員会委員長が拉致・監禁された事件。中国では西安事変と呼ばれる。事件収束に至る真相の詳細は未だ不明だが、この事件を機に第一次国共内戦が終了し、第二次国共合作が成立した。

## 背景
1934年1月8日に欧州旅行から帰国した東北軍首領の張学良はドイツ・イタリアの民衆が心を合わせて指導者を擁護しながら復興を遂げていることに感銘を受け、帰国するやいなや「われわれも領袖を擁護しなければならない」と語り、中央の蔣介石支持を明らかにした。
満洲事変後、東北の地盤を失った張学良は蔣介石から河南省、湖北省、安徽省の剿共副総司令に任命され共産党軍の長征による北上を阻止する任務についたが、1935年9月には指揮下の第67軍の第110師団が壊滅的損害を被り師団長・参謀長を失った。1935年10月には西北剿共副総司令に任命され西安に司令部を進めたが、指揮下の第57軍の第109師団の師団長が捕虜になるなど損害を出し続けていた。このような状況に置かれていた張学良は楊虎城に剿共が嫌になったと打ち明け、1936年に入ると共産党軍との接触を始めた。1936年4月9日、張学良の働きかけによって周恩来・張学良会談が延安で開かれた。
西北に地盤を持っていた楊虎城（第17路軍総指揮）は、中央軍・共産軍どちらの進出も望んでおらず、共産軍と相互不可侵協定を結んでおり、西安に進出した張学良に司令部を提供することもなく、蔣介石の剿共作戦に批判的であった。
共産党軍は国民党軍の剿共戦により21万人から7万人まで勢力を弱め、陝西省・甘粛省の2省に追い詰められていた。このため、蔣介石は共産軍を殲滅する最後の軍議を西安で開き、20個師団と100機を超える航空機を投入して2週間から1月間以内に8年間にわたる剿共戦を終わらせようとしていた。蔣介石は将軍たちに「剿匪の完全成功まで、いまや最後の5分間の段階にきている。各自はこの機会を逃すことなく、勇敢迅速に行動してほしい」と繰り返し命令していた。
日本との間には、1936年9月23日に上海共同租界内で日本人水兵射殺事件が前年度の中山水兵射殺事件の解決をみる前に再び引き起こされ、9月24日に蔣介石は臨戦態勢をとるよう軍政部長等に命令を下す状況に陥っていた。10月1日、ナチス・ドイツから派遣されているファルケンハウゼン将軍によって立案された上海・漢口租界の日本軍への奇襲攻撃作戦が蔣介石に伝達された。10月5日、蔣介石と川越大使との会談が行われ、蔣介石は日中友好を力説した。
1936年10月、国民政府行政院長（首相）兼軍事委員会委員長蔣介石は、紅軍の根拠地に対する総攻撃を命じたが、共産党と接触していた張学良と楊虎城は共産党への攻撃を控えていた。このため、蔣介石は攻撃を督促するために12月4日には西安を訪れていた。
後勝は、スターリンによるコミンテルンが、事件以前から中国共産党に対して、蔣介石と日本軍を戦わせて両者を共倒れさせることにより、中国の共産革命を成功に導くよう、指令を与えていた、と主張している。

## 事件

### 拉致
1936年12月11日午後10時、張学良は親衛隊第二旅長唐君堯、騎兵第六師長白鳳翅、親衛隊第二営長孫銘九に抗日のための蔣介石連行計画を打ち明け、翌日の作戦計画の取り決めがなされた。12月12日午前1時、張学良は緊急幹部会議を行いその他の幹部にも作戦実施を告げた。
12月12日午前5時、西安からトラックに分乗した拉致実行部隊（張学良の親衛隊第2営第7連120名）が出発した。西安では楊虎城の第17路軍が陝西省政府、憲兵隊、警察、保安隊、飛行場、蔣介石配下の将軍等が宿泊する西安賓館を襲撃した。第17路軍は憲兵団長揚鎮亜を射殺し、西安賓館の将軍等を一箇所に集めて監禁するとともに脱出を試みた邵元沖元立法院院長代理を射殺した。蔣介石が滞在している華清池から500mに位置する臨潼県城には第105師師長劉多茎と親衛隊第二旅長唐君堯が到着し、拉致実行部隊（張学良の親衛隊第2営第7連120名）の到着を待った。
午前6時25分、蔣介石拉致実行部隊（張学良の親衛隊第2営第7連120名。）が華清池の五間廰表門で守備についていた憲兵の誰何に応答することなくトラックで侵入を図ろうとしたため、憲兵が威嚇射撃を行うと、トラックから実行部隊が降り立ち憲兵と銃撃戦となった。降り立った実行部隊たちは塀を乗り越えて門内に侵入した。銃声を受けて異変を察知した特務員蔣堯祥は侍衛官竺培基の指示を受け調べに向かったところ実行部隊に銃撃され応戦中に左胸を打ち抜かれながらも変を叫んで知らせた。蔣介石は侍衛官竺培基から避難するよう伝えられると、竺培基、特務員施文彪、従兵蔣孝鎮の4名で塀を乗り越えて脱出した。一行は裏山の標高790mの斯家山の頂上付近まで退避したが、途中警護の者達は次々と銃弾に倒れ、蔣介石は一人岩間に身を潜めた。午前7時30分には警備隊は制圧され護衛侍従長銭大鈞、侍従室第3組長蔣孝先など20名、実行部隊は17名の死傷者を出した。実行部隊は捕らえた憲兵の一人に拳銃を突きつけて尋問するとともに2千元を渡し蔣介石の情報を提供をすれば釈放すると条件を出したため、憲兵は蔣介石が裏山に逃げたことを自白した。蔣介石の発見に2万元の懸賞金がかけられ、午前9時には発見された。捕らえられた蔣介石は西安に連行された。

### 略奪
その間、楊虎城の第17路軍によって陝西省政府、保安隊、警察、銀行、西安賓館、西安駅、農村合作事処、民家などで略奪が行われた。西安駅では中央軍の兵糧が略奪され将兵たちによって転売された。西安賓館では書類以外全てが略奪の対象となり、宿泊していたアメリカ人女性記者はメガネから下着にいたるまで奪われた。張学良の銀行である東北辺業銀行では制止に入った西北剿共総司令部員張式維が射殺された。
午後8時になると甘粛省蘭州では東北軍第51軍が中央軍第8師、第24師留守処、綏靖公署、公安総局、中央銀行、農民銀行、郵便局などを襲撃し掠奪を行った。

## 8項目の要求
張学良とその部下は拘禁した蔣介石に対し以下の8項目を要求し、同内容が国府の要人に送付された。
- 蔣介石の共産党討伐作戦（囲剿作戦）などに反対し、国共合作などを忠言したが処罰を受けた。救国のために以下の8か条を要求する。

1. 国民政府の改組、諸党派共同の救国
2. 共産党の討伐停止
3. 政治犯の釈放
4. 政治犯の大赦（刑罰の消滅）
5. 民衆愛国運動の解禁
6. 言論集会の自由
7. 救国会議の即時開催
8. 孫文遺嘱の遵守

## 武力討伐の動き
8か条の要求を伴う蔣介石の拘禁は、上海や国外で「張学良のクーデター」と報じられ、その後の動向が着目されていた。監禁された蔣介石は張学良らの要求を強硬な態度で拒絶した。国民政府は張学良の官職剥奪と軍事討伐を検討し、軍事委員会の緊急強化を決定した。12月13日、黄埔軍官学校書記長鄧文儀は、第28師、第51師に西安攻撃を進言するとともに軍官学校卒業生7万余人の名で強硬策を国民政府に進言した。中国全国の将軍から中央政府への支持と張学良討伐を要請する電報が国民政府に続々と到着していった。ドイツ軍事顧問団のファルケンハウゼン中将からはドイツ人顧問をともなった戦車旅団、ドイツ式訓練を受けた第83師、第87師を西安に派遣し反乱軍への奇襲攻撃と共産軍への空爆を行い、蔣介石釈放交渉を行うとする作戦が献策された。第28師は進撃し、洛陽の空軍部隊は渭南への爆撃を行った。
政府軍の進撃と爆撃が行われると、張学良は蔣介石に4-7日以内に南京に送還する予定であったが政府軍の攻撃のために出来なくなったと述べた。これを聞いた蔣介石は何かを待たなければならないために自分たちでは決定できないのであると推理した。事情を知った一般世論からも張学良は強い批判を浴びることとなった。
張学良の目算通りに人民戦線派および各地将領が動かず、世論は張学良と反対の立場であった。形勢が不利となった張学良は、山西の閻錫山の下に特使を派遣して調停を依頼、妥協条件と旧東北軍の処置について協議を求めた。

## 解放交渉と解放

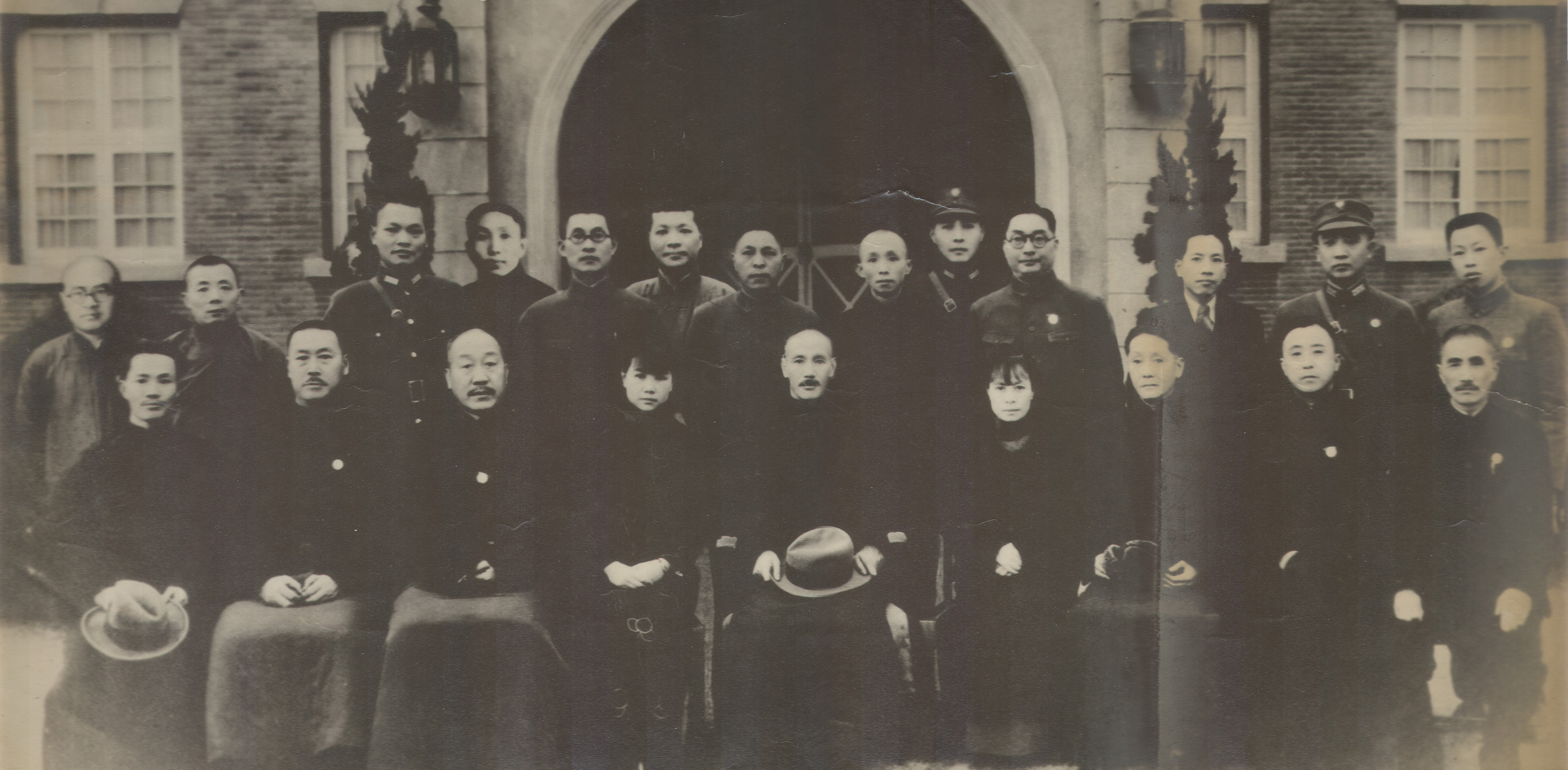
軟禁中の蔣介石と関係者

義兄の孔祥熙から蔣介石の安否不明の知らせを受けた夫人の宋美齢は、孔祥熙と顧問のW.H.ドナルドを伴い南京へ赴いた。南京での宋美齢は、蔣介石の安否を考え、国民政府による西安攻撃を強硬に反対した。
この宋美齢の指示で、蔣介石と張学良宛の書状を携えたW.H.ドナルドが、西安へ派遣された。不利な立場にあった張学良はこの書状に応じ、早々に孔祥熙と宋美齢宛に電報を送り、西安のW.H.ドナルドからも蔣介石による「砲撃中止命令」の一報が伝えらた。
交渉の余地ありとみた宋子文は12月19日に西安に入り、蔣介石解放に向けて折衝を開始した。この間、W.H.ドナルドは再び南京に戻り、12月22日に夫人の宋美齢を伴って再び西安に赴き、解放交渉を進めた。
12月25日、蔣介石が解放され、張学良、宋美齢夫人、W.H.ドナルド、宋子文の4名を伴い西安を出発、午後に洛陽に到着した。洛陽に到着するとともに蔣介石は下野の決心を公表、その旨を国民政府に伝えたが、国民政府は下野を慰留して南京帰還を要請した。張学良氏は西安クーデターの敗北を洛陽で認め、その後に西安に戻ったとされている。

## 国共合作
しかし中国共産党の周恩来、秦邦憲、葉剣英が西安に入り話し合いが行われ、国民政府側の蔣介石、宋子文、宋美齢（蔣介石夫人）との間に前8項目に関する合意ができて蔣介石は解放された。翌1937年2月の三中全会では西安事件をきっかけに国民政府の態度が硬化し、中国共産党の完全掃滅を決議し、その後も妥協を行わず中共を追詰めたが、日中戦争が勃発し、国民政府は中共掃滅を放棄し、第二次国共合作が成立する。蔣介石と周恩来との間でどのような会談が持たれたかは、張学良は戦後も一貫して語らなかった。
蔣介石監禁の報を受けた中国共産党は彼の殺害を検討したが、スターリンは「蔣介石を釈放しなければコミンテルンを除名する」と恫喝している。これは陳立夫のスターリンへの働きかけもあったし、蔣介石と和睦することで、共産党勢力を温存し、国民党と手を組んで抗日戦を継続することで、日本を中国に釘付けにして対ソ戦を回避させられるというスターリンの思惑が働いたという。中ソ両国の間で「ソ連側の国民政府支持、新疆・外蒙古に対するソ連政策の撤回、中国側の防共政策の放棄」を骨子とする諒解が成立し、中国に対して共同防共を働きかけて来た、日本の外交政策は破綻した。今まで日中交渉に当たっていた外交部長の張群は更迭された。
蔣介石の息子の蔣経国が留学中のソ連にて政治的人質にとられ、帰国を条件に国共合作を認めたともいう。
後年、蔣介石は数々のインタビュー内において、西安事件に関して一切発言しようとはしなかった。この会談で具体的に何が話し合われたのか、何故それまで頑なに共産党との合意を拒否していた態度を一変させたのかについては、現在も不明である。
胡適は「西安事変がなければ共産党はほどなく消滅していたであろう。（中略）西安事変が我々の国家に与えた損失は取り返しのつかないものだった」と述べている。

## 拉致首謀者への処罰
張学良
事件を起こした責任をとるとして、自ら進んで国民政府の軍法会議にかけられることになった。当然の事ながら反逆した事で国民党内部で誰も軍法会議に異議を唱えず、極刑を主張する声もあった。張学良は50年間に渡り軟禁される、軟禁解除後は100歳まで長生きし、2001年にハワイで客死した。
楊虎城
事件後に蔣介石の命令で欧州へ外遊に出され、日中戦争勃発後に帰国すると蔣介石に家族ともども監禁された。その後、1946年に毛沢東中国共産党主席が楊虎城の釈放を要請したが蔣介石は拒否した。中国共産党の攻勢で重慶陥落が目前となった1949年9月17日、アメリカと国民党政府が設置した政治犯収容所で娘、秘書夫妻、警護兵とともに蔣介石の命令によって殺害された。

## 日本への影響
事件の第一報を報じたのは、当時、同盟通信上海支局長だった松本重治である。松本は『大公報』主筆の張季鸞や行政院長代理孔祥熙の秘書の喬輔三などから情報を入手したとされる。しかし、第一報が日本の通信社から発せられたことからスターリンは事件への日本の関与を疑い、保安の中国共産党指導部にあてた電報でも張学良の側近とその部隊には日本のスパイが潜り込んでいるとした。また孔祥熙も日本の須磨弥吉郎南京総領事を自宅に呼び、在華浪人の取り締まりを申し入れるなど、日本人スパイ説は一定の信憑性を以て受け止められることとなった。
しかし、この事件により中国全土の抗日気運は高まり、日中の対立は避けられないものとなった。また当時、朝日新聞社の記者でソビエト連邦のスパイであった尾崎秀実は、スターリンが蔣介石の暗殺を望んでいないという情報を元に蔣介石の生存や抗日統一民族戦線の結成など事件の顛末を正確に予測。対支分析家として近衛文麿の目に止まり近衛の私的機関昭和研究会へ参加することとなる。そして、以後、日本の中枢情報がゾルゲ諜報団を通じてソ連に筒抜けになるという副作用をもたらした。